# Kazakstans damlandslag i ishockey
Kazakstans damishockeylandslag representerar Kazakstan i ishockey på damsidan.
Utan att ha spelat några officiella landskamper gick man i februari 1996 rakt upp i asiatiska vinterspelen, där man slutade sist på 0 poäng . Kazakstan rankades som världstia efter VM 2008.

## Profiler
- Vikotriya Adyyeva
- Arizhan Raushanova
- Larissa Sviridova
- Svetlana Vassina